# The Mansion of Sobs
The Mansion of Sobs è un cortometraggio muto del 1914 diretto e interpretato da John Ince.

## Produzione
Il film fu prodotto dalla Lubin Manufacturing Company.

## Distribuzione
Distribuito dalla General Film Company, il film - un cortometraggio in due bobine - uscì nelle sale cinematografiche USA il 2 aprile 1914.